# Anne de la Green Gables
Anne de la Green Gables este un roman scris de Lucy Maud Montgomery și publicat în 1908.